# يان دي يونغ
يان دي يونغ (بالهولندية: Jan de Jonge)‏ (8 مايو 1963 في هولندا - ) هو مدرب كرة قدم ولاعب كرة قدم هولندي في مركز الهجوم. لعب مع نادي إيمن ونادي غرونينغن ونادي هيرنفين.

## روابط خارجية
- يان دي يونغ على موقع قاعدة بيانات كرة القدم.إي يو (الإنجليزية)
- يان دي يونغ على موقع عالم كرة القدم.نت (الإنجليزية)